# 细毡毛忍冬
细毡毛忍冬（学名：Lonicera similis）是忍冬科忍冬属的植物。分布在缅甸以及中国大陆的广西、湖北、湖南、陕西、四川、贵州、浙江、甘肃、云南、福建等地，生长于海拔550米至1,600米的地区，常生长在山谷溪旁、向阳山坡灌丛中及林中，目前尚未由人工引种栽培。

## 异名
- Lonicera similis Hemsl. var. omeiensis Hsu et H. J. Wang